# Luiz Felipe
Luiz Felipe Ramos Marchi, född 22 mars 1997 i Colina i São Paulo, är en brasiliansk-italiensk fotbollsspelare som spelar för Al-Ittihad. Han representerar även det italienska landslaget.

## Klubbkarriär
Den 4 juli 2022 värvades Luiz Felipe av Real Betis, där han skrev på ett femårskontrakt. Den 7 september 2023 värvades Luiz Felipe av saudiska Al-Ittihad.